# Достопаметни герои и деяния
 Тази статия е за книгата на Тит Ливий.  За латинския израз вижте Ab Urbe Condita.  
„Ab Urbe Condita Libri“ („От основаването на града“, на български издадено като „Достопаметни герои и деяния“) е основното произведение на Тит Ливий. В него се описва основаването и историята на Рим, на незапазени историко-философски диалози и на риторически произведения в епистоларна форма. Целият труд се е състоял от 142 книги, но от тях до съвремието достигат 35 напълно запазени. Творбата е написана между 27 и 9 година пр. Хр. и последното събитие, описано в нея, е смъртта на Нерон Клавдий Друз в 9 година пр. Хр.